# Graeme Brewer
Graeme Brewer (Australia, 1 de diciembre de 1958) es un nadador australiano retirado especializado en pruebas de estilo libre, donde consiguió ser medallista de bronce olímpico en 1980 en los 200 metros.

## Carrera deportiva
En los Juegos Olímpicos de Moscú 1980 ganó la medalla de bronce en los 200 metros estilo libre con un tiempo de 1:51.60 segundos, tras los soviéticos Sergey Kopliakov  que batió el récord olímpico con 1:49.81 segundos, y Andrey Krylov.
Y en la Universiada de México 1979 ganó el bronce en los 400 metros estilo libre.